# Ammenmärchen
Als Ammenmärchen bezeichnet man in der Gegenwart ein weit verbreitetes, jedoch nur scheinbares Wissen.

## Geschichte
Historisch geht der wohl im 18. Jahrhundert entstandene Begriff zurück auf die Gewohnheit der Ammen, den von ihnen betreuten Kindern unglaubliche Geschichten (Märchen) zu erzählen.
Vom „Gräuseln, womit Ammenmärchen in später Abendzeit die Kinder zu Bette jagen“, spricht Kant 1798 als von einem erhabenen Gefühl.
Die Ammenmärchen hatten – neben den pädagogischen und kultur-erhaltenden Aspekten der mündlichen Überlieferung (siehe auch Tradition) – häufig die Funktion, Kinder durch Sensationen zu unterhalten und durch Verängstigung zum Gehorsam zu erziehen. Den Aufklärern waren solche Erziehungsmethoden ein Dorn im Auge, und sie verbanden mit dem Begriff stets die negative Konnotation der Vermittlung einer abergläubischen Sicht auf die Welt.
Mehrfach gebraucht Christoph Martin Wieland den Ausdruck, beispielsweise „Wie? doch nicht des Menippus, von dem uns der aberwitzige Damis in seine Reisen des Apollonius das abgeschmackteste aller Ammenmährchen erzählt“.
In einem pädagogischen Lexikon von 1840 heißt es dazu: „Sind die Kinder durch erdichtete Erzählungen, Ammenmährchen und Geistergeschichten abergläubisch und furchtsam gemacht, so mache sie der Lehrer vertraut mit den Gesetzen der Natur; denn nichts kann sie dann sicherer heilen, als die Kenntnis der Natur und ihrer Gesetze.“